# Jacques Boutault
 (janvier 2024).
 (septembre 2022).
Jacques Boutault, né le 4 janvier 1961 à Gennevilliers (Hauts-de-Seine), est un homme politique français, membre d'Europe Écologie Les Verts (EELV). Il est maire du 2e arrondissement de Paris de 2001 à 2020.

## Biographie
Fils d'un garde républicain et d'une couturière, cofondateur du premier Comité d'action lycéen, en 1978 au lycée Joliot-Curie de Nanterre[réf. nécessaire], il a d’abord milité dans des associations comme Droits devant !!, Greenpeace, Les Amis de la Terre ou encore Attac.
Jusqu'en 1996, au sein d'une équipe soudée de journalistes amateurs, il publie La Riposte, un fanzine consacré à la politique, au sexe et à la drogue.
Après un diplôme d'études supérieures à l'école des hautes études de l'information et de la communication (Celsa Paris IV-Sorbonne), il exerce durant dix ans comme journaliste (L'Usine Nouvelle, Challenges, Liaisons sociales, Rebondir…). En 1995, il est recruté pour créer le service de presse de l'Unédic puis prend en 1998 la responsabilité du Département communication interne, qu'il quittera en 2009. Il occupe désormais au Pôle emploi un poste de conseiller de la direction générale en développement durable (à temps partiel). Il est le rédacteur du Que sais-je ? consacré à l'assurance chômage.
En 1996, il crée, avec Jean-Paul Maurel, l'association « Bien vivre dans le 2e arrondissement », qui regroupe des habitants attachés à améliorer la qualité de vie de leur quartier en matière de transport, de logement et d'éducation.

### Parcours politique
Il adhère au parti des Verts en 1997. Proche de l'aile gauche de ce parti, opposée à la participation du mouvement écologiste au gouvernement de Lionel Jospin, Jacques Boutault est alors délégué au conseil départemental de Paris (1998 à 2001) et membre du conseil national inter-régional de 2001 à 2003. Mandataire de la motion ENVIE (18,96 % des voix) au premier congrès d'EÉLV à La Rochelle en 2011, il est élu au conseil fédéral et au conseil d'orientation politique du mouvement écologiste.
En juin 2012, il publie aux éditions Presse Pluriel un ouvrage intitulé Mon Pari(s) vert, dans lequel il retrace son parcours politique personnel, expose ses convictions en matière d'écologie politique et fait part de son intention de présenter sa candidature à la mairie de Paris en 2014.
Au congrès de Caen en novembre 2013, il est tête de liste masculine de La motion participative (LMP) au côté de Lucile Schmid. LMP (dont sont membres Yves Cochet, Karima Delli et Alain Lipietz) se place en deuxième position avec 20,58 % des voix. Il intègre le bureau exécutif, la direction du mouvement, et prend en charge les relations avec les acteurs associatifs et le réseau coopératif.
Il soutient Michèle Rivasi pour la primaire présidentielle écologiste de 2016.

#### Élections municipales
Jacques Boutault se présente aux élections municipales dans le deuxième arrondissement de Paris en 2001. Le 11 mars 2001, il réalise 16,78 % des suffrages dans l'arrondissement. Bien que distancé par le candidat socialiste Pierre Schapira, celui-ci cède la tête de liste en vertu d'un accord électoral parisien de désistement réciproque avec le parti socialiste. Il conduit la liste fusionnée avec ce dernier et remporte l'élection au second tour avec 300 voix d'avance sur la liste de la maire sortante divers droite, Benoîte Taffin.
Au premier tour des élections municipales 2008, la liste des Verts menée par Jacques Boutault, rassemble 29,93 % des suffrages, et fait presque jeu égal avec celle composée du Parti socialiste du Parti communiste français, du Mouvement républicain et citoyen et du Parti radical de gauche, menée par Sylvie Wieviorka, qui réalise 33,12 % des suffrages.
Les accords de désistements réciproques dans tous les arrondissements parisiens étant reconduits par Bertrand Delanoë, il prend la tête de liste fusionnée pour le second tour. Le 16 mars 2008, la liste qu'il conduit atteint 68,34 % des voix, un score jamais réalisé par la gauche dans le 2e arrondissement de Paris.
Aux élections de mars 2014, avec un score de 32,96 %, la liste écologiste et citoyenne de Jacques Boutault devance au premier tour la liste de l'UMP (24,25 %) et du Parti socialiste (22,82 %). Une liste UMP dissidente réalise 11,01 % tandis que le Front de gauche émarge à 2,8 %. Au second tour, la liste écologiste et citoyenne, socialiste et Front de gauche arrive en tête avec 58,24 % des suffrages. Jacques Boutault est réélu maire du 2e arrondissement pour la troisième fois en avril 2014.
Après près de dix-huit années de mandat, Jacques Boutault se présente aux élections municipales de 2020 en deuxième place sur la liste écologiste derrière Raphaëlle Rémy-Leleu, avec laquelle ils forment un tandem. Les quatre premiers arrondissements de la capitale sont réunis en un secteur unique, Paris Centre.
À l'issue du premier tour, leur liste arrive quatrième avec 10,38 % des suffrages,. Elle se fond au second tour dans celle de l'union de la gauche autour du Parti socialiste. C'est Ariel Weil, maire socialiste sortant du 4e arrondissement, qui est élu maire de Paris Centre,. Jacques Boutault est adjoint au maire de Paris centre en charge de l’économie sociale et solidaire, du tri, de la réduction et de la valorisation des déchets, du recyclage et réemploi, de la condition animale et de la résilience.
Elections législatives
Il est candidat à l'élection législative de juin 2012 dans la 1re circonscription de Paris qui regroupe les 1er, 2e, 8e et 9e arrondissements de la capitale. Il se classe en troisième position, recueillant 6,05 % des suffrages exprimés.

#### Élections sénatoriales
Pour les élections sénatoriales de 2017, il est n° 2 de la liste écologiste à Paris.

## Prises de position et action municipale

### Palestine
Il participe le samedi 19 juillet 2014 à une manifestation de soutien au peuple palestinien de Gaza, interdite par la préfecture de police « en raison de risques de troubles à l'ordre public ». Il répondait à l'appel d'EELV Île-de-France qui invitait les élus disponibles à s'y rendre avec leurs écharpes, en observateurs. Le Premier ministre, Manuel Valls condamne à l'Assemblée nationale les élus qui ont participé à ces manifestations illégales en faisant référence explicitement à Jacques Boutault.
Il explique sa participation à cette manifestation dans un communiqué de presse reproduit sur son blog. Il se dit victime d'insultes et de « basses manœuvres politiques » : « Personne ne fera taire et n’intimidera les défenseurs des droits humains, les partisans du dialogue entre les peuples. Nul n’a le droit de limiter la liberté d’expression démocratique ». Tout en dénonçant « le massacre d'une population par l'armée d'un État », il déclare s'être « toujours mobilisé pour défendre la mémoire juive et le droit pour Israël de vivre en paix ». Enfin, il explique qu'il n'a entendu « aucun slogan antisémite ou antijuif, et constaté aucune présence de prosélytisme islamiste. En revanche des milliers de jeunes Français, de Paris et proche banlieue étaient présents pour exprimer leur soutien à un peuple qui voit ses enfants mourir sous les bombes ».

### Syrie et Turquie
Jacques Boutault a affirmé son soutien à l'Armée syrienne libre (ASL)  qui combat à la fois Daesh et les forces de Bachar Al Assad. En décembre 2016, il se rend en Syrie avec une délégation d'élus, parmi lesquels Cécile Duflot, Patrick Menucci et Hervé Mariton, afin de négocier une trêve humanitaire, l'instauration d'un corridor de sécurité à Alep, pour l'évacuation des personnes civiles d'Alep assiégée depuis de nombreuses semaines et le largage de vivres.
En mars 2019, il publie un communiqué dans lequel il dénonce le « silence des autorités françaises depuis de nombreuses années sur les actions menées par l’AKP sur le territoire national français ». Des menaces, voire des agressions, sont dirigées contre des personnes d'origine kurde ou des opposants au régime de Recep Tayyip Erdoğan par des partisans de ce dernier.

### Politique alimentaire
Jacques Boutault introduit l'alimentation biologique dans les cantines dès 2001. En 2017, 96 % des aliments servis aux élèves dans les restaurants scolaires du 2e arrondissement sont biologiques (ou estampillés Label Rouge ou Pêche Responsable). Les circuits courts sont privilégiés, et la municipalité interdit les aliments issus de cultures OGM, l'huile de palme et les poissons pêchés en eau profonde.[réf. nécessaire]
Depuis 2009, un repas végétarien, bio et de proximité, est servi chaque semaine à tous les élèves du 2e déjeunant à la cantine. Une alternative végétarienne et biologique quotidienne est servie aux collégiens et lycéens du 2e depuis mars 2017. Cette mesure est étendue à tous les écoliers depuis la rentrée de septembre 2017.
Investi contre le gaspillage alimentaire, Jacques Boutault a lancé en 2014 une opération pilote dans deux établissements du 2e, qui a été étendue en 2015 à toutes les écoles de l'arrondissement : la collecte des déchets alimentaires des écoliers et leur revalorisation en compost et en méthane[réf. nécessaire].

### Respect de la condition animale
Investi dans le respect de la condition animale, Jacques Boutault est végétarien. Il a signé une tribune dénonçant les conditions de détention des animaux dans les cirques et déposé au Conseil de Paris plusieurs vœux appelant à l'interdiction des cirques utilisant des animaux sauvages à Paris,,. Il a été à l'origine de la mission « Animaux en ville »[Quoi ?] de la Ville de Paris.

### Lutte contre la pollution
Jacques Boutault a peu à peu réduit à 30 km/h la vitesse dans les trois quartiers du 2e arrondissement. Il a aussi piétonnisé une partie de la rue Montmartre et s'emploie à transformer, sous l'initiative du conseiller d'arrondissement Jean-Paul Maurel, la placette Louvre-Aboukir-Montmartre en espace de convivialité réservé aux piétons.

### Opposition à la publicité
Jacques Boutault a été dépositaire de plusieurs vœux contre les bâches publicitaires finançant la réfection de bâtiments publics et de lieux de cultes.

### Soutien aux pseudo-médecines
Convaincu que l'homéopathie fonctionne, il est critiqué par les sceptiques scientifiques pour son soutien aux pseudo-médecines, notamment après qu'il a organisé un débat intitulé « Médecines complémentaires : mythe ou réalité ? » à la mairie. Celui-ci ne rassemblait que des praticiens de celles-ci (homéopathie, acupuncture, naturopathie…), refusant tout débatteur contradictoire, comme le réclamait un collectif de patients et de citoyens attachés à la médecine fondée sur les faits,.

### Critique du Tour de France
Le 19 septembre 2020, Jacques Boutault dénonce les propos du Directeur du Tour de France qui lors d'une prise de parole à Grenoble dit que « le Tour de France permet aux chômeurs de relever la tête lorsqu'ils voient leur village à la télé. » Jacques Boutault dénonce ces propos qu'il estime méprisant et ironise en sur un « spectacle de types hyperdopés » destiné selon lui à ce que les chômeurs  « restent dans leur canapé », provoquant une vive réaction de l’écologiste Yannick Jadot, qui dénonce dans ces propos un insupportable « mépris de classe », une « façon d’insulter les Français, d’insulter les classes populaires ».